# Анциструс звичайний
Анциструс звичайний (Ancistrus dolichopterus) — рибка родини лорікарієвих (Loricariidae).
Ще на початку XX століття в спеціальних періодичних виданнях з'явились статті, у яких розповідалося про анциструсів. На жаль, на той час ці незвичайні риби не набули широкого розповсюдження. Вони так і залишились рідкісними представниками тропічної фауни в колекціях поодиноких любителів. А згодом їх забули взагалі.
Тільки в 1970-х роках в СРСР знову з'явились ці дивовижні риби. Вони одразу стали популярними. 
Причина неабиякої уваги широкого кола любителів до анциструсів пояснюється захопленням акваріумами рослинного типу. Риба приваблювала тим, що зчищала водорості зі скла акваріума, листків рослин, до блиску відполіровувала корчі, запобігаючи їх гниттю, знищувала гідр.

## Поширення
Анциструси, як і всі лорикариди, походять з Південної Америки: верхня і середня ділянки бразильської частини басейну Амазонки від Ріу-Негру вниз до нижнього Тромбетас, Тефе, Мадейри та Тапажос.

## Утримування

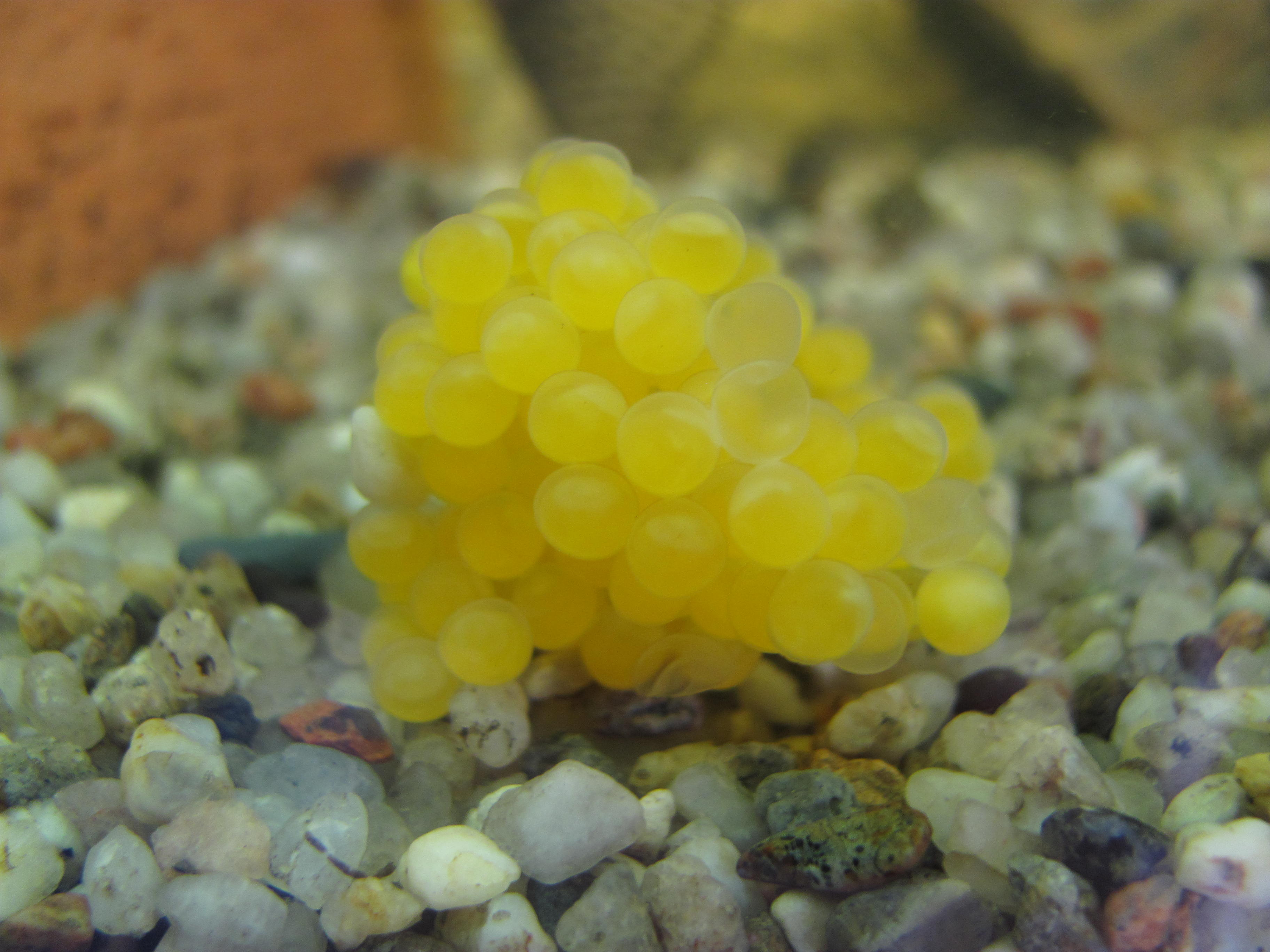
Ікра анциструса

Утримання анциструсів неважке навіть для початківців. Вони добре себе почувають у воді з твердістю до 15°, pH 6,5-8, при температурі 20-28°C. Найбільші екземпляри досягають 15 сантиметрів завдовжки. Статеві ознаки з'являються у риб у шестимісячному віці за умовою правильної годівлі якісними кормами. У самців з'являються довгі (5-6 мм) вуса на передній частині голови. Самки великих виростів на голові не мають, проте край верхньої губи може мати коротенькі щетинки довжиною до 3 міліметрів.

## Розмноження

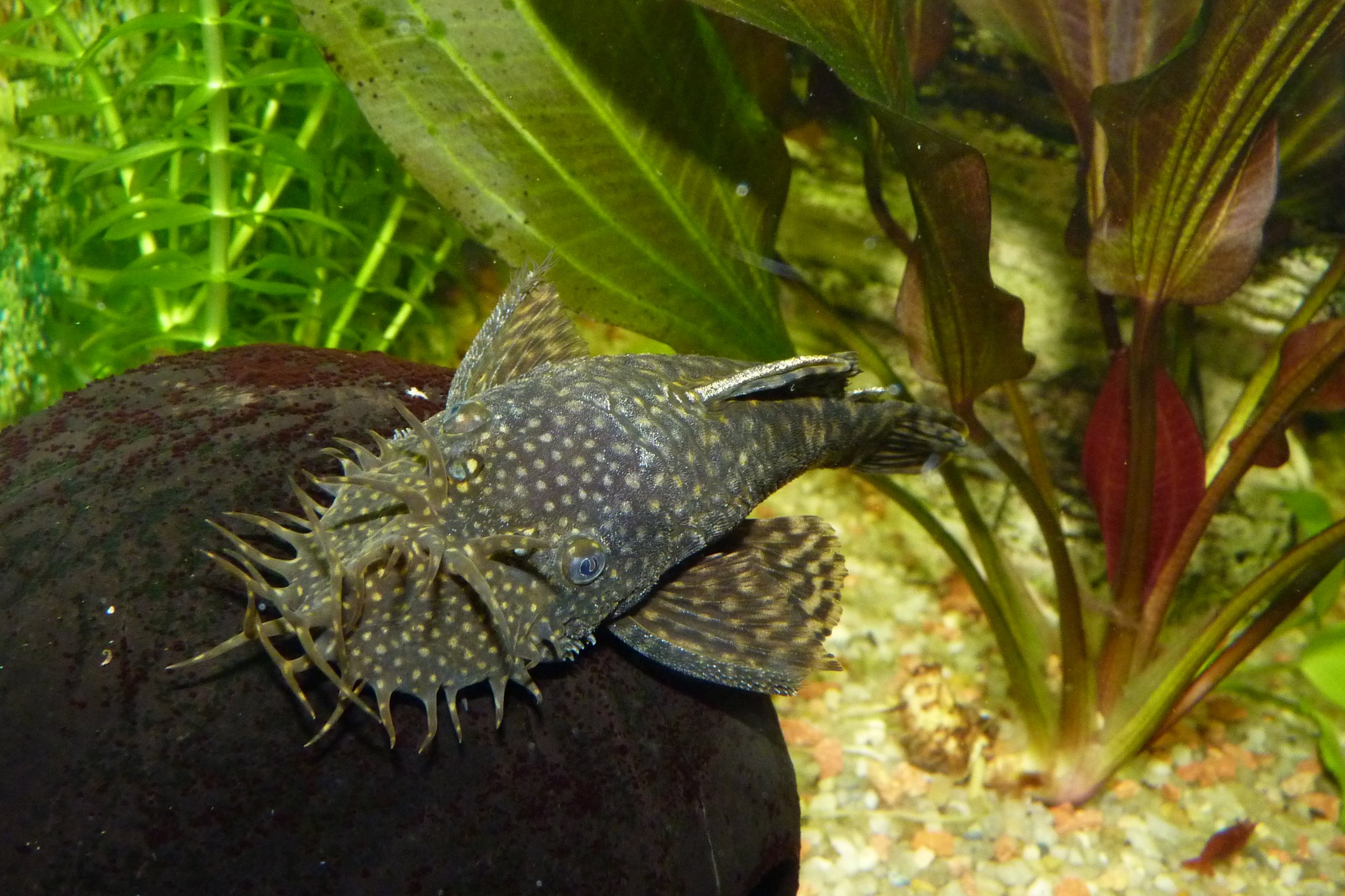
Дорослий самець

Розмножуються анциструси іноді навіть у загальному акваріумі, де їх утримують спільно з іншими рибами. Для цього необхідно, щоб в акваріумі були замасковані елементи декору, які б давали рибам змогу сховатись і охороняти свою ікру. Це можуть бути дуплисті корчі, керамічні труби, глиняні горщики для квітів тощо. У анциструсів, як і у лорикарій, кладку ікри охороняє самець. 
Вигодовування мальків також нічим особливим не відрізняється від вигодовування мальків лорикарій.  Молодих анциструсів ніякі миролюбні риби або інші мешканці акваріума, крім раків або прісноводних креветок, не чіпають. І все ж, якщо в загальному акваріумі з'явились мальки анциструсів, то краще їх виловити й вигодовувати окремо. Вода, у яку відсаджують мальків, повинна бути така сама, як вода в акваріумі. 
Коли молодь анциструсів досягне двох сантиметрів, до основних кормів слід додавати ошпарені окропом або морожені листки салату, шпинату, кульбаби. 